# COVID-19 persistente
El COVID-19 persistente, también conocido como síndrome pos-COVID-19 o COVID-19 crónica, es un término utilizado para describir una serie de síntomas a largo plazo que aparecen como secuelas tras el padecimiento de la COVID-19. Aunque no existe una definición exacta de la enfermedad, se ha descrito como un cuadro clínico caracterizado por la persistencia de síntomas más allá de las cuatro semanas tras el comienzo de los síntomas agudos de la COVID-19 y que puede incluir síntomas propios de la enfermedad en su fase aguda, síntomas derivados de daños a diferentes órganos producidos por la enfermedad y efectos del tratamiento o la hospitalización por COVID-19. Los síntomas más frecuentes del COVID persistente incluyen fatiga, dificultad para respirar, dificultad para concentrarse, dolor de cabeza, anosmia, tos, depresión, y fiebre baja. Es más común en pacientes de sexo femenino y con comorbilidades como diabetes mellitus, obesidad y síndrome metabólico, así como en aquellos que han sufrido COVID-19 severa con ingreso en UCI. Su tratamiento consiste primordialmente en la realización de ejercicio terapéutico  adaptado e individualizado, y en el tratamiento de enfermedades concomitantes.

## Epidemiología
Aunque los datos epidemiológicos sobre el alcance y extensión de la COVID persistente son limitados al tratarse de un fenómeno de aparición reciente, varios estudios observacionales y de cohorte prospectiva realizados en China, Francia, España, Reino Unido, EE.UU. e Italia que evaluaron las consecuencias a largo plazo de la COVID-19 aguda hallaron que los pacientes que son ingresados en UCI y/o sometidos a ventilación mecánica son más propensos a desarrollar el síndrome.
Asimismo, los pacientes con comorbilidades pulmonares, de avanzada edad y/o con obesidad poseen un mayor riesgo de desarrollar COVID persistente. Con el avance de la pandemia por COVID-19 se evidenció que los pacientes con patologías de base como diabetes mellitus, insuficiencia renal crónica, enfermedades cardiovasculares, enfermedades del hígado o receptores de trasplante de órganos tenían un riesgo mayor de padecer COVID-19 severo. Sin embargo, no se sabe con certeza que la presencia de estas comorbilidades suponga un aumento en el riesgo de padecer COVID persistente.
Los pacientes de sexo femenino son más propensos a desarrollarlo y poseen una mayor incidencia de manifestaciones como fatiga, ansiedad y depresión a los seis meses de seguimiento respecto a los de sexo masculino.
Existen datos epidemiológicos limitados de estudios que hayan evaluado la incidencia de COVID-19 persistente analizando por variables de raza y grupo étnico. Un artículo científico publicado en 2021 arrojaba resultados que indicaban que los pacientes de origen afroasiático eran más propensos a padecer dificultades para respirar tras su alta hospitalaria respecto a los caucásicos.

## Cuadro clínico
Varios estudios han analizado los síntomas manifestados en pacientes que se han recuperado de la fase aguda de COVID-19 a los 60 días de su hospitalización. Entre estos, 32% aún sufrían de síntomas relacionados con la enfermedad, siendo la disnea y la fatiga los más comunes. Es también común entre estos pacientes presentar dificultades para conciliar el sueño, así como depresión y/o ansiedad. Una revisión sistemática publicada en mayo de 2021 afirmó que hasta un 70% de los afectados por COVID-19 continúan presentando algunos síntomas de la enfermedad meses después del periodo clínico, aunque la mayoría de los sujetos analizados en este estudio habían sido ingresados por la enfermedad en su fase aguda. Un estudio de cohortes publicado en The Lancet a finales de agosto del 2021 confirmó que el 49% de los pacientes que habían sido ingresados en el hospital por COVID-19 aún sufrían al menos una secuela de la enfermedad 12 meses después de haberla padecido. De los 1276 sujetos analizados en el estudio, el 30% padecía dificultades para respirar, y el 26% sufría depresión o ansiedad un año después de su alta hospitalaria.
Se ha descrito que el cuadro clínico del COVID persistente deriva de tres factores relacionados con la enfermedad aguda: las manifestaciones de COVID-19 cuya duración supera la habitual de la enfermedad (aproximadamente cuatro semanas, aunque no existe una definición consensuada exacta), el daño en diferentes órganos causado por la enfermedad y los efectos derivados del tratamiento y/o la hospitalización por la misma.
| Origen                                                                          | Manifestaciones clínicas más comunes |
| ------------------------------------------------------------------------------- | --- |
| Síntomas de la COVID-19 aguda que se mantienen tras el período de convalecencia | Fatiga, disnea, dificultad para concentrarse, disfunción vegetativa, cefalea, anosmia, ageusia, tos, depresión y ansiedad, fiebre baja, palpitaciones, mareo, dolor muscular y/o articular. |
| Síntomas relacionados con daño a los tejidos                                    | Variables. Síntomas de origen cardiovascular, pulmonar, renal o neuropsiquiátricos. |
| Síntomas relacionados con el tratamiento y/o la hospitalización                 | Síndrome post-UCI, trastorno por estrés postraumático |

En términos generales, las manifestaciones clínicas de la COVID persistente pueden ser ampliamente variables y dependerán, en gran medida, de la extensión del daño en los tejidos provocado por la COVID-19 en su fase aguda. Además, dependiendo de la localización de los mismos, puede, asimismo, establecerse una distinción por origen.

### Manifestaciones respiratorias
Aunque la severidad de las complicaciones respiratorias a largo plazo relacionadas con la COVID-19 todavía se encuentra en progreso de estudio, existen datos que muestran que un cierto porcentaje de pacientes que han pasado el periodo de convalecencia tras la fase aguda de la enfermedad continúan sufriendo síntomas respiratorios. Entre estos destacan los ya mencionados, aunque también se dan casos de dependencia a largo plazo de la oxigenoterapia y disminución de la capacidad de resistencia física. El más característico dentro de esta categoría es la disnea, con una prevalencia de entre el 40% y el 50% a los 100 días de la hospitalización post-COVID-19 aguda. En el seguimiento a los seis meses tras la hospitalización, la distancia recorrida por este tipo de pacientes es significativamente menor respecto al estándar de referencia en sujetos sanos, a menudo debido a una dificultad para respirar ante la realización de un esfuerzo, y aproximadamente el 6% de los pacientes todavía requieren de terapia de oxígeno a los 60 días.

### Manifestaciones cardiovasculares y hematológicas
A través de mecanismos de citotoxicidad, se ha observado que la COVID-19 puede causar complicaciones en el miocardio y el pericardio, lo cual puede provocar manifestaciones clínicas como disnea, fatiga, disfunción del sistema vegetativo y arritmias, entre otras. Además, es común hallar en estos pacientes un aumento de la predisposición a la formación de fenómenos tromboembólicos causados por un estado de aumento de los procesos de coagulación e inflamación sistémica durante el padecimiento de la enfermedad. La consecuencia directa de esto puede manifestarse a través de una amplia variedad de síntomas como dificultad para respirar, dolor torácico, palpitaciones o edema en las piernas, entre otros.

### Manifestaciones neuropsiquiátricas
Se ha hipotetizado que la presencia de manifestaciones neurológicas está relacionada con la inflamación sistémica, la neurotoxicidad viral o las alteraciones en la coagulación y la tendencia al aparición de trombosis en vasos de menor tamaño de la enfermedad en fase aguda. Entre los síntomas más comunes de esta categoría hallados en pacientes de COVID persistente se describen la dificultad para concentrarse, la fatiga y el dolor de cabeza, así como alteraciones de carácter psicológico como trastorno por estrés postraumático, ansiedad o depresión, aunque no se conoce con seguridad si estos últimos están relacionados más estrechamente con la experiencia de la hospitalización y/o el tratamiento de la enfermedad aguda que con la propia enfermedad. Además, se ha reportado en varios estudios que los pacientes recuperados de COVID-19 presentan alteraciones medibles a nivel cerebral y conductual, especialmente aquellos que sufrieron anosmia (pérdida del olfato) durante el cuadro agudo. 

### Manifestaciones reproductivas
La COVID-19 puede afectar el ciclo menstrual a través de la disfunción de las células endoteliales y alteraciones en el sistema de coagulación, ambos componentes críticos de la función endometrial en la menstruación.También se ha estudiado que los cambios menstruales podrían ser consecuencia de alteraciones en las hormonas sexuales causados por la supresión de la función ovárica.En ese sentido, se han documentado alteraciones en el ciclo ovulatorio-menstrual de las mujeres y personas menstruantes como disminución o aumento en el volumen del sangrado, prolongación del ciclo y aumento o disminución en la frecuencia del ciclo.Más aún, mujeres y personas menstruantes que ya padecen COVID persistente han reportado que el síndrome premenstrual o el mismo periodo menstrual les ha provocado recaídas e inclusive exacerbación de sus síntomas ya existentes.

## Causas
Al tratarse de una enfermedad de aparición reciente, se desconocen los mecanismos fisiopatológicos exactos por los cuales se da la COVID-19 persistente, aunque se especula que estos poseen un origen multifactorial en el que el daño multiorgánico juega un papel importante.
Otra teoría es que la sintomatología del COVID persistente está relacionada con la abrumadora respuesta inflamatoria observada en pacientes de COVID-19 grave. Es frecuente en estos pacientes observar un síndrome de respuesta inflamatoria sistémica que se compensa, a su vez, con una cascada antiinflamatoria. El delicado equilibrio entre estas dos respuestas por parte del organismo determina, en gran parte, el cuadro clínico y el pronóstico asociado a la infección por COVID-19. Además, se ha observado que la respuesta inflamatoria a través de tormenta de citoquinas hallada en pacientes de COVID-19 puede causar complicaciones que, a su vez, provocan alteraciones con posibles efectos negativos a largo plazo como el síndrome de insuficiencia respiratoria grave, alteraciones en la coagulación, mala adaptación del sistema renina-angiotensina-aldosterona, hipoperfusión orgánica o choque séptico, entre otros. Estos procesos, por tanto, pueden acarrear consecuencias muy diversas: resultando en una activación inmune excesiva, una activación inmune adecuada, o la emergencia de un estado de inmunosupresión que determinará la recuperación, la posible reactivación del virus o la aparición de infecciones secundarias.

## Diagnóstico
Ya que el COVID-19 persistente es todavía un concepto patológico en desarrollo, no existen guías de práctica clínica de alta calidad que orienten sobre el adecuado diagnóstico, por lo que se recomienda que este se realice a través de un proceso de descarte realizado a menudo a través de la evaluación clínica y del historial médico del paciente. Durante este proceso se analizan detalladamente las estancias hospitalarias del sujeto, con una observación de los tests de diagnóstico realizados durante estas. Esto puede complementarse con diversos tests como análisis de sangre que evalúen valores como la proteína C reactiva, el fibrinógeno, el dímero D y la ferritina, si existe indicación. El uso de tests radiológicos puede considerarse en los casos en los que se dan síntomas predominantemente respiratorios o neurológicos, así como pruebas complementarias como ECG o ecocardiografía en pacientes con sospecha de daño cardíaco.
También adquiere importancia el descartar una posible reinfección por parte del profesional médico que, aunque se da con una frecuencia muy baja, puede comportar síntomas parecidos a los sufridos por pacientes con secuelas de la COVID-19 inicial.

## Tratamiento
El COVID-19 persistente es de reciente aparición, por lo que la evidencia respecto al tratamiento estándar puede ser limitada, y muchos de los ensayos clínicos aleatorizados enfocados a dar respuesta a esta incógnita se hallan en proceso. Al tratarse de un síndrome con una gran variedad de manifestaciones y con orígenes muy diversos, el tratamiento óptimo a menudo es individualizado y adaptado a la función, necesidades y capacidades de la persona afectada. Por ello, el síndrome post-COVID es frecuentemente tratado desde un enfoque pluridisciplinar en el que intervienen médicos, fisioterapeutas y nutricionistas, entre otros.
Dentro de las intervenciones terapéuticas recomendadas, las revisiones más recientes abogan por la realización de ejercicio terapéutico adaptado, englobado dentro de un programa de ejercicios diseñado por un fisioterapeuta, con vigilancia de la intensidad y estrategias de adherencia al tratamiento, y adaptado a las limitaciones posibles halladas en este tipo de pacientes. Expertos en terapia ocupacional pueden intervenir para ayudar al paciente a realizar actividades de la vida diaria y realizar adaptaciones necesarias en la vivienda. Asimismo, es recomendable optimizar el tratamiento de patologías concomitantes como diabetes, hipertensión o insuficiencia renal crónica. El dolor puede abordarse a través de la prescripción de medicamentos analgésicos simples.
Es frecuente, además, proporcionar a los pacientes herramientas que permitan que estos lleven a cabo un autodiagnóstico fiable a través de dispositivos como tensiómetros, pulsioxímetros o medidores de azúcar en sangre. Esto conlleva a menudo la realización de sesiones de educación terapéutica para facilitar el aprendizaje y buen uso de estos aparatos.
Las complicaciones relacionadas con sistemas específicos (pulmonares, renales, hepáticos, cardiovasculares) se abordan a menudo a través de intervenciones individualizadas basadas en el problema en cuestión. Los pacientes de COVID-19 persistente, además, sufren con frecuencia de problemas de salud mental (ansiedad, depresión), en cuyo caso es aconsejable la participación de psicólogos o psiquiatras en el tratamiento.

## Prevención
Un estudio de control de casos publicado en The Lancet en septiembre de 2021, llevado a cabo en el Reino Unido describió que la probabilidad de padecer COVID-19 persistente es significativamente menor en pacientes que han recibido dos dosis de vacunación.